# Opper-Silezisch voetbalkampioenschap 1926/27
In 1926/27 werd het zestiende Opper-Silezisch voetbalkampioenschap gespeeld, dat georganiseerd werd door de Zuidoost-Duitse voetbalbond.
Vorwärts-RaSpo Gleiwitz werd kampioen en plaatste zich voor de Zuidoost-Duitse eindronde, waar de club vijfde werd op acht clubs. 
SC Vorwärts 1917 Gleiwitz fuseerde met RV 09 Gleiwitz tot SVgg Vorwärts-Rasensport Gleiwitz.

## Bezirksliga
| Plaats | Club                              | Wed. | W | G | V  | Saldo | Ptn   |
| ------ | --------------------------------- | ---- | - | - | -- | ----- | ----- |
| 1.     | SVgg Vorwärts-RaSpo Gleiwitz      | 14   | 9 | 5 | 0  | 45:18 | 23:5  |
| 2.     | Beuthener SuSV 09                 | 14   | 8 | 3 | 3  | 40:23 | 19:9  |
| 3.     | VfB 1910 Gleiwitz                 | 14   | 8 | 2 | 4  | 51:37 | 18:10 |
| 4.     | SC Preußen 1910 Zaborze           | 14   | 8 | 0 | 6  | 43:25 | 16:12 |
| 5.     | SpVgg Deichsel 1919 Hindenburg    | 14   | 5 | 3 | 6  | 42:46 | 13:15 |
| 6.     | Verein Oppelner Sportfreunde 1919 | 14   | 3 | 4 | 7  | 32:42 | 10:18 |
| 7.     | SV Preußen 06 Ratibor             | 14   | 3 | 1 | 10 | 17:48 | 7:21  |
| 8.     | SV 1919 Ostrog                    | 14   | 2 | 2 | 10 | 17:48 | 6:22  |

|  | Kampioen, geplaatst voor Zuidoost-Duitse eindronde |
|  | Deelname promotie/degradatie play-off              |

## 1. Klasse

### Gau Beuthen
| Plaats | Club                           | Wed. | W | G | V | Saldo | Ptn   |
| ------ | ------------------------------ | ---- | - | - | - | ----- | ----- |
| 1.     | VfB 1918 Beuthen               | 14   | 9 | 4 | 1 | 46:19 | 22:06 |
| 2.     | BSC Wacker Beuthen             | 12   | 8 | 3 | 1 | 48:19 | 19:05 |
| 3.     | SV Borsigwerk                  | 13   | 8 | 3 | 2 | 53:33 | 19:07 |
| 4.     | Sportfreunde 1920 Mikultschütz | 12   | 6 | 1 | 5 | 48:27 | 13:11 |
| 5.     | Beuthener SuSV 09 II           | 14   | 6 | 0 | 8 | 34:28 | 12:16 |
| 6.     | VfR 1920 Beuthen               | 14   | 5 | 2 | 7 | 27:46 | 12:16 |
| 7.     | Sportfreunde Roßberg           | 12   | 3 | 2 | 7 | 25:28 | 08:16 |
| 8.     | SuSV 1912 Miechowitz           | 13   | 3 | 1 | 9 | 31:67 | 07:19 |
| 9.     | SuSV 1922 Karf                 | 8    | 0 | 0 | 8 | 04:49 | 00:16 |

|  | Geplaatst voor eindronde |

### Gau Gleiwitz
| Plaats | Club                               | Wed. | W  | G | V  | Saldo | Ptn   |
| ------ | ---------------------------------- | ---- | -- | - | -- | ----- | ----- |
| 1.     | SV Delbrückschächte Hindenburg     | 16   | 12 | 1 | 3  | 62:21 | 25:07 |
| 2.     | 1. FC Hindenburg                   | 16   | 11 | 2 | 3  | 38:21 | 24:08 |
| 3.     | SpVgg 1921 Gleiwitz-Nord           | 15   | 9  | 2 | 4  | 51:28 | 20:10 |
| 4.     | VfR 1919 Gleiwitz                  | 15   | 7  | 2 | 6  | 36:29 | 16:14 |
| 5.     | Vereinigte Gleiwitzer Sportfreunde | 13   | 6  | 3 | 4  | 31:21 | 15:11 |
| 6.     | SC Frisch Frei 1925 Hindenburg     | 13   | 6  | 1 | 6  | 19:31 | 13:13 |
| 7.     | SuSV Gleiwitz-Nord                 | 16   | 4  | 1 | 11 | 28:27 | 09:23 |
| 8.     | BV Laband                          | 13   | 2  | 0 | 11 | 12:54 | 04:22 |
| 9.     | BSC Hertha 1926 Hindenburg         | 13   | 2  | 0 | 11 | 09:54 | 04:22 |

|  | Geplaatst voor eindronde              |
|  | Deelname promotie/degradatie play-off |

Promotie/degradatie play-off 

Heen
|  |                            |       |                      |            |
|  | BSC Hertha 1926 Hindenburg | 2 – 5 | VfB 1910 Gleiwitz II | Hindenburg |
|  |                            |       |                      | Hindenburg |

Terug
|  |                      |       |                            |          |
|  | VfB 1910 Gleiwitz II | 4 – 2 | BSC Hertha 1926 Hindenburg | Gleiwitz |
|  |                      |       |                            | Gleiwitz |

### Gau Ratibor
| Plaats | Club                            | Wed. | W | G | V | Saldo | Ptn   |
| ------ | ------------------------------- | ---- | - | - | - | ----- | ----- |
| 1.     | SVgg 1903 Ratibor               | 6    | 5 | 1 | 0 | 30:05 | 11:01 |
| 2.     | Sportfreunde 1921 Ratibor       | 4    | 1 | 1 | 2 | 04:22 | 03:05 |
| 3.     | SV Eintracht Kandrzin           | 2    | 0 | 1 | 1 | 02:03 | 01:03 |
| 4.     | FC Vorwärts Kandrzin            | 3    | 0 | 1 | 2 | 07:15 | 01:05 |
| 5.     | PSV Ratibor                     | 0    | 0 | 0 | 0 | 00    | 00:00 |
| 6.     | Vereinigte Coseler Sportfreunde | 1    | 0 | 0 | 1 | 02    | 00:02 |

|  | Geplaatst voor eindronde |
|  | Terugtrekking            |

### Gau Oppeln

#### Kreis 1
| Plaats | Club                      | Wed. | W | G | V | Saldo | Ptn   |
| ------ | ------------------------- | ---- | - | - | - | ----- | ----- |
| 1.     | SV Diana Oppeln           | 4    | 3 | 0 | 1 | 08:06 | 06:02 |
| 2.     | VfR Oppeln                | 4    | 3 | 0 | 1 | 05:04 | 06:02 |
| 3.     | SV 1912 Königlich Neudorf | 4    | 0 | 0 | 4 | 01:04 | 00:08 |

|  | Play-off voor eindronde |

Play-off
|  |                 |       |            |        |
|  | SV Diana Oppeln | 0 – 2 | VfR Oppeln | Oppeln |
|  |                 |       |            | Oppeln |

#### Kreis 2
| Plaats | Club                            | Wed. | W | G | V | Saldo | Ptn   |
| ------ | ------------------------------- | ---- | - | - | - | ----- | ----- |
| 1.     | Verein Oppelner Sportfreunde II | 1    | 1 | 0 | 0 | 00    | 02:00 |
| 2.     | SC 1924 Tillowitz               | 1    | 0 | 0 | 1 | 00    | 00:02 |

|  | Geplaatst voor eindronde |

#### Kreis 3
| Plaats | Club                    | Wed. | W | G | V | Saldo | Ptn   |
| ------ | ----------------------- | ---- | - | - | - | ----- | ----- |
| 1.     | VfB 1919 Groß Strehlitz | 2    | 2 | 0 | 0 | 04:02 | 04:00 |
| 2.     | VfB Zawadzki            | 2    | 0 | 0 | 2 | 02:04 | 00:04 |

|  | Geplaatst voor eindronde |
|  | Terugtrekking            |

#### Kreis 4
| Plaats | Club                          | Wed. | W | G | V | Saldo | Ptn   |
| ------ | ----------------------------- | ---- | - | - | - | ----- | ----- |
| 1.     | SVgg 1911 Kreuzburg           | 4    | 3 | 0 | 1 | 16:03 | 06:02 |
| 2.     | SVgg Rosenberg                | 2    | 1 | 0 | 1 | 00:07 | 02:02 |
| 3.     | Sportfreunde Preußen Konstadt | 2    | 0 | 0 | 2 | 03:09 | 00:04 |

|  | Geplaatst voor eindronde                                       |
|  | Wisselde volgende seizoen naar de Midden-Silezische competitie |

#### Eindronde Oppeln
| Plaats | Club                            | Wed. | W | G | V | Saldo | Ptn   |
| ------ | ------------------------------- | ---- | - | - | - | ----- | ----- |
| 1.     | SVgg 1911 Kreuzburg             | 6    | 6 | 0 | 0 | 26:05 | 12:00 |
| 2.     | VfR Oppeln                      | 5    | 2 | 1 | 2 | 11:20 | 05:05 |
| 3.     | Verein Oppelner Sportfreunde II | 5    | 2 | 1 | 2 | 07:13 | 05:05 |
| 4.     | VfB 1919 Groß Strehlitz         | 6    | 0 | 0 | 6 | 05:11 | 00:12 |

|  | Geplaatst voor eindronde |

### Gau Neustadt
Het is niet bekend of er een wedstrijd tussen beide groepen gespeeld werd om de deelnemer aan de eindronde te bepalen. 

#### Groep A
| Plaats | Club                             | Wed. | W | G | V | Saldo | Ptn   |
| ------ | -------------------------------- | ---- | - | - | - | ----- | ----- |
| 1.     | SVgg Schlesien Neisse-Neuland    | 5    | 3 | 0 | 2 | 00:07 | 06:04 |
| 2.     | SV Guts Muths Neustadt           | 3    | 2 | 1 | 0 | 04    | 05:01 |
| 3.     | VfR Neustadt                     | 4    | 1 | 1 | 1 | 07:01 | 03:05 |
| 4.     | Vgt. Sportfreunde Preußen Neisse | 4    | 1 | 1 | 2 | 01:01 | 03:05 |
| 5.     | SVgg Zülz                        | 3    | 0 | 1 | 1 | 00:03 | 01:05 |
| 6.     | SV Ziegenhals                    | 1    | 0 | 0 | 1 | 00    | 00:02 |

|  | Geplaatst voor eindronde |
|  | Degradatie               |

#### Groep B
| Plaats | Club                            | Wed. | W | G | V | Saldo | Ptn   |
| ------ | ------------------------------- | ---- | - | - | - | ----- | ----- |
| 1.     | SV 1925 Neisse                  | 9    | 8 | 0 | 1 | 31:05 | 16:02 |
| 2.     | SC Preußen Neustadt             | 6    | 4 | 0 | 2 | 04:12 | 08:04 |
| 3.     | SV Preußen 1920 Leobschütz      | 5    | 3 | 0 | 2 | 00    | 06:04 |
| 4.     | SV Oberglogau                   | 7    | 3 | 0 | 4 | 03:20 | 06:08 |
| 5.     | Sportfreunde Deutsch-Rasselwitz | 7    | 2 | 0 | 5 | 01:02 | 04:10 |
| 6.     | SC Preußen 1922 Neisse          | 10   | 2 | 0 | 8 | 00    | 04:16 |

|  | Degradatie |

### Eindronde
| Plaats | Club                           | Wed. | W | G | V | Saldo | Ptn   |
| ------ | ------------------------------ | ---- | - | - | - | ----- | ----- |
| 1.     | SV Delbrückschächte Hindenburg | 4    | 3 | 1 | 0 | 07:01 | 07:01 |
| 2.     | SV Guts Muths Neustadt         | 3    | 1 | 2 | 0 | 09:05 | 04:02 |
| 3.     | BSC Wacker Beuthen             | 4    | 1 | 2 | 1 | 09:08 | 04:04 |
| 4.     | SVgg 1903 Ratibor              | 4    | 1 | 1 | 2 | 07:11 | 03:05 |
| 5.     | SVgg 1911 Kreuzburg            | 3    | 0 | 0 | 3 | 03:10 | 00:06 |

|  | Deelname promotie/degradatie play-off |

## Promotie/Degradatie play-off
Heen
|            |                |       |                                |        |
| 1 mei 1927 | SV 1919 Ostrog | 1 – 4 | SV Delbrückschächte Hindenburg | Ostrog |
| 1 mei 1927 |                |       |                                | Ostrog |

Terug
|            |                                |       |                |            |
| 8 mei 1927 | SV Delbrückschächte Hindenburg | 0 – 0 | SV 1919 Ostrog | Hindenburg |
| 8 mei 1927 |                                |       |                | Hindenburg |